# Bolitoglossa mulleri
Bolitoglossa mulleri (tên tiếng Anh: Salamandra De Müller) là một loài kỳ giông trong họ Plethodontidae.
Nó được tìm thấy ở Guatemala và México.
Các môi trường sống tự nhiên của chúng là các khu rừng ẩm ướt đất thấp nhiệt đới hoặc cận nhiệt đới, các khu rừng vùng núi ẩm nhiệt đới hoặc cận nhiệt đới, các đồn điền, và vườn nông thôn.
Nó bị đe dọa do mất môi trường sống.